# Празеодим
| 59         | Празеодим |
| Pr140,9077 |           |
| 4f36s2     |           |

Празеоди́м (химический символ — Pr, от лат. Praseodymium) — химический элемент 3-й группы (по устаревшей классификации — побочной подгруппы третьей группы, IIIB) шестого периода периодической системы химических элементов Д. И. Менделеева с атомным номером 59.
Относится к семейству лантаноидов.
Простое вещество празеодим — это умеренно мягкий редкоземельный металл серебристо-белого цвета.

## Происхождение названия
От греч. πράσιος — «светло-зелёный» и δίδυμος — «близнец». Таким названием он обязан цвету его солей и истории открытия элемента.

## История
Празеодим был открыт в 1885 году австрийским химиком Карлом Ауэром фон Вельсбахом. Он установил, что обнаруженный в 1839 году шведским химиком Карлом Мосандером элемент дидим является смесью двух элементов с близкими физическими и химическими свойствами, которым он дал названия неодим и празеодим.

## Нахождение в природе
Содержание празеодима в земной коре — 9 г/т, в воде океанов — 2,6⋅10−6 мг/л.

## Физические свойства
Полная электронная конфигурация атома празеодима: 1s22s22p63s23p64s23d104p65s24d105p66s24f3
Празеодим — умеренно мягкий, ковкий, вязкий металл серебристо-белого цвета. Не радиоактивен.

## Изотопы
Единственным стабильным изотопом празеодима является 141Pr. Таким образом, празеодим является моноизотопным элементом.

## Получение
Празеодим получают в смеси с другими редкоземельными элементами. При экстракционном и хроматографическом разделении и дробной кристаллизации празеодим концентрируется вместе с лёгкими лантаноидами и отделяется вместе с неодимом. Далее празеодим отделяют от неодима и переводят в чистый металл металлотермически или электролизом при 850oC.

## Применение
Ионы празеодима используются для возбуждения лазерного излучения с длиной волны 1,05 мкм (инфракрасное излучение). Фторид празеодима используется как лазерный материал. Оксид празеодима(III) используется для варки стекла, придавая ему бледно-зелёную окраску.
Монотеллурид празеодима применяется для регулировки свойств (ЭДС, сопротивления, прочности) у некоторых термоэлектрических сплавов на основе редкоземельных элементов (коэффициент термо-ЭДС 52—55 мкВ/К).
Соли празеодима используются в ЯМР как сдвигающий реагент.
Сплавы празеодима с германием и кремнием используются как сверхпроводящие материалы.
Празеодим применяется для производства магнитных сердечников и повышения эффективности катодов (электровакуумная техника).
Празеодим является компонентом мишметалла, легирующей добавкой к стали. Входит в состав магниевых сплавов с кобальтом и никелем.